# Liste des ambassadeurs de France aux Îles Cook
La représentation diplomatique de la République française aux îles Cook est située à l'ambassade de France à Wellington, capitale de la Nouvelle-Zélande, et son ambassadrice est, depuis 2022, Laurence Beau.

## Représentation diplomatique de la France
Même après l'accord de 1965 avec la Nouvelle-Zélande qui accordait aux îles Cook une large autonomie, la diplomatie, de même que la défense, relevaient de l'administration néo-zélandaise. Les îles Cook ont néanmoins commencé dans les années 1980 à signer des accords diplomatiques avec une trentaine de pays. La France était représentée par son ambassadeur en Nouvelle-Zélande qui est désormais, depuis 1999, aussi accrédité comme ambassadeur auprès des îles Cook, en résidence à Wellington.

## Ambassadeurs de France aux îles Cook
| De   | À    | Ambassadeur               | Résidence  |
| ---- | ---- | ------------------------- | ---------- |
| 1999 | 2004 | Jacky Musnier             | Wellington |
| 2004 | 2007 | Jean-Michel Marlaud       | Wellington |
| 2007 | 2011 | Michel Legras             | Wellington |
| 2011 | 2013 | Francis Étienne           | Wellington |
| 2013 | 2015 | Laurent Contini           | Wellington |
| 2015 | 2018 | Florence Jeanblanc-Risler | Wellington |
| 2018 | 2022 | Sylvaine Carta-Le Vert    | Wellington |
| 2022 | auj. | Laurence Beau             | Wellington |

## Consulats
La France est représentée à Rarotonga, île principale des îles Cook, par un consul honoraire. Depuis 2003, il s'agit de Cassey Eggelton.